# Radonja (rijeka)
Radonja je hrvatska rijeka u Karlovačkoj županiji, desni pritok Korane. Izvire na Petrove gore, u blizini Ključara. Duga je 30,5 km. Naselje Radonja dobilo je ime po rijeci.
Prolazi kroz sljedeća naselja: Ključar, Radonja, Jurga, Radmanovac, Vojnić, Loskunja, Knežević Kosa, Živković Kosa, Okić, Zimić, Brezova Glava i Tušilović.